# (16036) Мороз
(16036) Мороз (лат. Moroz) — типичный астероид главного пояса, открыт 10 апреля 1999 года в обсерватории Лоуэлла и 24 сентября 2004 года по предложению американского астронома Дейла Крукшенка назван в честь советского и российского астронома Владимира Мороза.

## Обнаружение и именование
(16036) Мороз
Открыт 10 апреля 1999 года в ходе поиска околоземных объектов обсерваторией Лоуэлла на станции Андерсон-Меса.
Астроном и исследователь космоса Василий Иванович Мороз (1931—2004), профессор Московского государственного университета и научный сотрудник Института космических исследований, руководитель российской программы исследования планет. Специалист по атмосферам Марса и Венеры. Название предложено Дейлом П. Крукшенком.
Оригинальный текст (англ.)16036 Moroz
Discovered 1999 Apr. 10 by the Lowell Observatory Near-Earth Object Search at the Anderson Mesa Station.
Astronomer and space scientist Vasily Ivanovich Moroz (1931—2004), professor at Moscow State University and researcher at the Institute of Space Research, was a leader in the Russian planetary exploration program. He was a specialist in the atmospheres of Mars and Venus. The name was suggested by D. P. Cruikshank.
Источники: 20040928/MPCPages.arc; M.P.C. 52769.

## Орбита

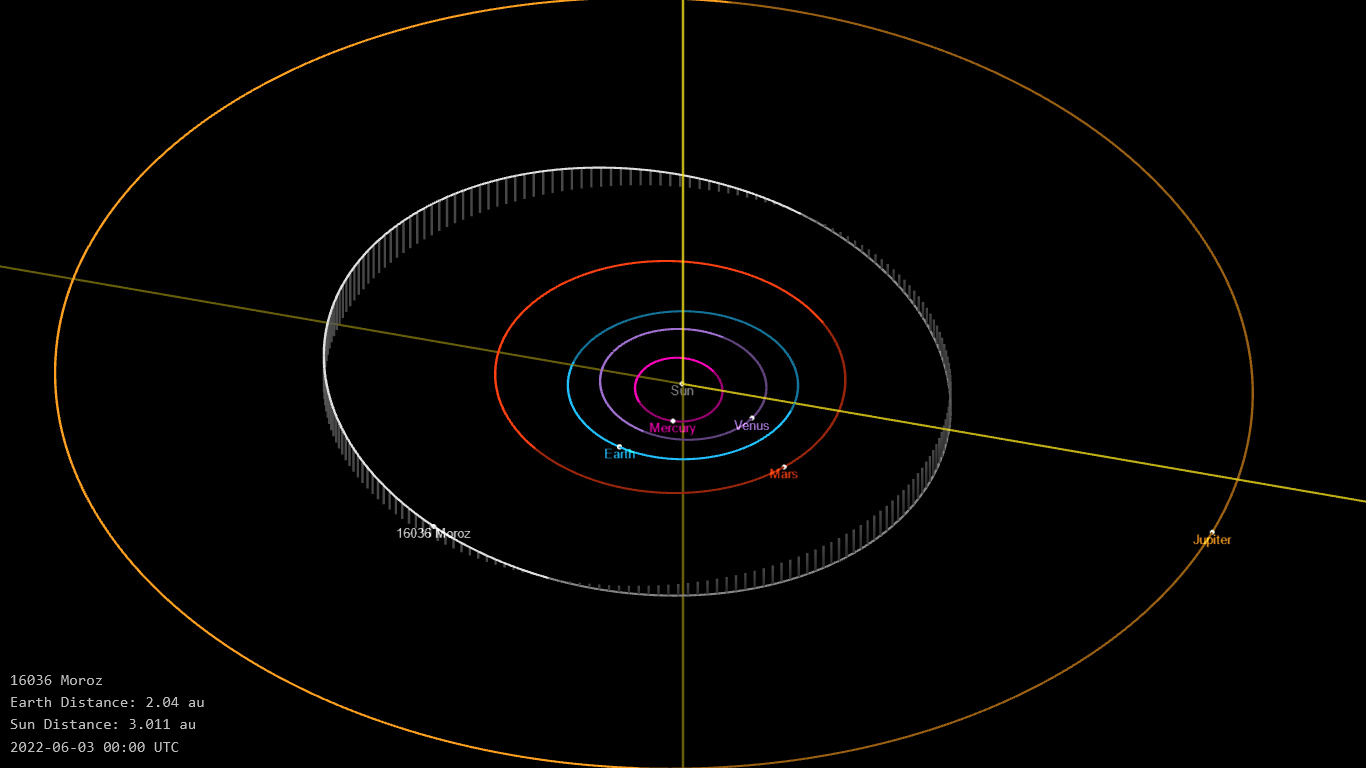
Орбита астероида Мороз и его положение в Солнечной системе

## Физические характеристики
Астероид относится к таксономическому классу C.
По результатам наблюдений системы телескопов панорамного обзора и быстрого реагирования Pan-STARRS, наблюдений системы последнего оповещения о столкновении астероида с Землей Asteroid Terrestrial-impact Last Alert System и наблюдений космического телескопа оптического диапазона Gaia абсолютная звёздная величина астероида сначала оценивалась равной 13,36±0,36m, позже — 12,65±0,118m и 13,14±0,218m, 12,94±0,32m.